# 日本サンマリノ友好協会
日本サンマリノ友好協会（にほんサンマリノゆうこうきょうかい、英：Japan San Marino Friendship Society）は、サンマリノとの友好の増進と、経済産業・文化の交流・親善に寄与することを目的にとして2001年に外交評論家・加瀬英明を発起人として設立された日本の団体である。

## 活動
サンマリノ共和国との友好増進のための活動を行なっている。2011年に起きた東日本大震災の犠牲者を追悼するため募金を募り、2014年、サンマリノ共和国内にサンマリノ神社を建立した。2023年6月には、サンマリノ市内に「世界平和の鐘」を設置した。毎年春にサンマリノまつりをサンマリノで開催している。